# Rosmah Mansor
Rosmah Mansor, née le 10 décembre 1951, épouse de Najib Razak, sixième Premier ministre de Malaisie est connue pour sa vie extravagante.

## Biographie
Son goût pour le luxe est apparu au grand jour quand des perquisitions en 2018 ont mis au jour un stock de plus de 500 sacs à main et quelque 12 000 bijoux, estimés à 270 millions de dollars,. Elle a alors été comparée à l'ancienne Première dame philippine Imelda Marcos, connue pour sa vaste collection de chaussures, et a été la cible de la colère des Malaisiens contre la corruption des élites. La police a décrit les saisies, dans 12 lieux, effectuées pour l'enquête sur le  scandale de 1Malaysia Development Berhad (1MDB), comme les plus importantes jamais réalisées en Malaisie.
Le 4 octobre 2018, Rosmah a été accusée de 17 faits de blanchiment d'argent après avoir été détenue pendant la nuit par la Commission malaisienne de lutte contre la corruption (MACC).
Le 15 novembre 2018, Rosmah a fait face à deux accusations. Elle a été accusée d'avoir sollicité 187,5 millions de RM ou 15 % du coût du projet de Saidi en 2016. Pour la deuxième accusation, elle aurait reçu un pot-de-vin de 1,5 million de RM de Saidi en 2017. Le 10 avril 2019, Rosmah a de nouveau été inculpée devant le tribunal des sessions d'avoir accepté la gratification de 5 millions de RM de Saidi via Rizal pour avoir aidé Jepak Holdings à sécuriser le même projet au même endroit à Jalan Langgak Duta.
Le 18 février 2021, la Haute Cour a appelé Rosmah à se défendre sur les trois chefs d'accusation de corruption impliquant un projet hybride solaire au Sarawak,.
Le 15 octobre 2021, Rosmah a été autorisée à reprendre temporairement son passeport afin de pouvoir se rendre à Singapour pour rendre visite à sa fille enceinte qui devrait bientôt accoucher. Rosmah devait rendre son passeport avant le 6 décembre et devait retourner en Malaisie avant le 21 novembre. Cependant, lorsque la date de son audience est arrivée le 2 décembre, Rosmah ne s'est pas présentée au tribunal, car elle était encore à Singapour. L'aile jeunesse du parti politique malaisien Bersatu a appelé à l'annulation du passeport de Rosmah et à son retour immédiat en Malaisie.
Le 1er septembre 2022, un juge de la Haute Cour a reconnu Rosmah coupable de trois accusations de corruption sur la base de l'incapacité de la défense à soulever des doutes raisonnables et a condamné Rosmah à 10 ans d'emprisonnement et à une amende de 970 millions de RM, avec des peines supplémentaires si l'amende ne pouvait pas être remboursée 30 ans de prison,,. Elle a fait appel de la décision le lendemain,.
Le 19 décembre 2024, Un tribunal de grande instance de Malaisie acquitte Rosmah Mansor, de dix-sept chefs d'accusation de blanchiment d'argent et d'évasion fiscale, faute de preuves suffisantes.